# Zamek w Turzysku
Zamek w Turzysku – zamek wybudowany w XIV w. na miejscu  ruskiego grodu, położonego nad Turią.

## Historia
Król Polski Zygmunt I Stary dobra te wraz z zamkiem ofiarował w 1517 r. ruskiemu księciu Romanowi Sanguszce. Po jego śmierci owe włości otrzymał jego brat książę Fiodor Andrzejewicz Sanguszko, starosta włodzimierski, bracławski i winnicki, marszałek ziemi wołyńskiej. Fiodor okoliczne ziemie dołączał do warowni, łamiąc niekiedy prawo. Pod koniec XVI w. dobra w ramach wiana otrzymali Zasławscy, a następnie od 1692 r. były własnością Lubomirskich. W XVIII w. kolejnymi posiadaczami majątku byli Stadniccy, a od 1773 r. Ossolińscy, m.in. Józef Ossoliński, starosta sandomierski.

## Architektura
Pierwsza drewniana warownia była założeniem obronnym. Kolejny zamek powstał jako obiekt murowany, pod którym istniały ogromne tunele i lochy.

## Pałac
Za Ossolińskich stary zamek  przebudowano na pałac, który istniał do końca XIX wieku. Następnie,  majątek należał do:  hr. Moszyńskich od początku XIX w., Oskierko od drugiej ćwierci XIX w., Szembeków od 1842 r. i Orzeszków. Obiekt  został zniszczony w trakcie II wojny światowej. Współcześnie po zamku i pałacu nie pozostały materialne ślady.